# Eguinaldo
Eguinaldo de Sousa Lemos (Monção, 9 agosto 2004) è un calciatore brasiliano, attaccante dello Šachtar.

## Carriera

### Club
Ha iniziato la propria carriera con l'Artsul esordendo in prima squadra nel 2021 nel Campeonato Carioca Série A2 e nella Copa Rio. Ad ottobre 2021 è stato prestato al Vasco da Gama che lo ha utilizzato nelle proprie formazioni Under-17 e Under-20.
Il 20 luglio 2022 ha debuttato in prima squadra contro l'Ituano in Série B e nove giorni più tardi ha realizzato la sua prima rete nella vittoria per 4-0 contro il CRB. Il 4 agosto è stato acquistato a titolo definitivo dal club bianconero, con cui ha firmato un contratto fino al 2027.
Il 31 luglio 2023 è stato acquistato a titolo definitivo dallo Šachtar con cui ha firmato un contratto di cinque anni/

### Nazionale
Ha giocato nella nazionale brasiliana Under-20.

## Statistiche

### Presenze e reti nei club
Statistiche aggiornate al 22 febbraio 2024.
| Stagione        | Squadra         | Campionato      | Campionato | Campionato | Coppe nazionali | Coppe nazionali | Coppe nazionali | Coppe continentali | Coppe continentali | Coppe continentali | Altre coppe | Altre coppe | Altre coppe | Totale | Totale | Totale |
| Stagione        | Squadra         | Comp            | Pres       | Reti       | Comp            | Pres            | Reti            | Comp               | Pres               | Reti               | Comp        | Pres        | Reti        | Pres   | Reti   |        |
| --------------- | --------------- | --------------- | ---------- | ---------- | --------------- | --------------- | --------------- | ------------------ | ------------------ | ------------------ | ----------- | ----------- | ----------- | ------ | ------ | ------ |
| 2021            | Artsul          | A2/RJ           | 3          | 0          |                 | -               | -               |                    | -                  | -                  | CR          | 4           | 1           | 7      | 1      |        |
| 2022            | Vasco da Gama   | A/RJ+A          | 0+18       | 3          | CB              | 0               | 0               |                    | -                  | -                  |             | -           | -           | 18     | 3      |        |
| 2023            | Vasco da Gama   | A/RJ+A          | 7+4        | 0          | CB              | 1               | 0               |                    | -                  | -                  |             | -           | -           | 12     | 0      |        |
| 2023-2024       | Šachtar         | PL              | 5          | 0          | CU              | 1               | 0               | UCL+UEL            | 3+2                | 1+1                |             | -           | -           | 11     | 2      |        |
| Totale carriera | Totale carriera | Totale carriera | 37         | 3          |                 | 2               | 0               |                    | 5                  | 2                  |             | 4           | 1           | 48     | 6      |        |

## Palmarès

### Club

#### Competizioni nazionali
- Campionato ucraino: 1

Šachtar: 2023-2024
- Coppa d'Ucraina: 2

Šachtar: 2023-2024, 2024-2025